# Folsomides mosambicensis
Folsomides mosambicensis är en urinsektsart som beskrevs av Cardoso 1966. Folsomides mosambicensis ingår i släktet Folsomides och familjen Isotomidae. Inga underarter finns listade i Catalogue of Life.